# 3C58

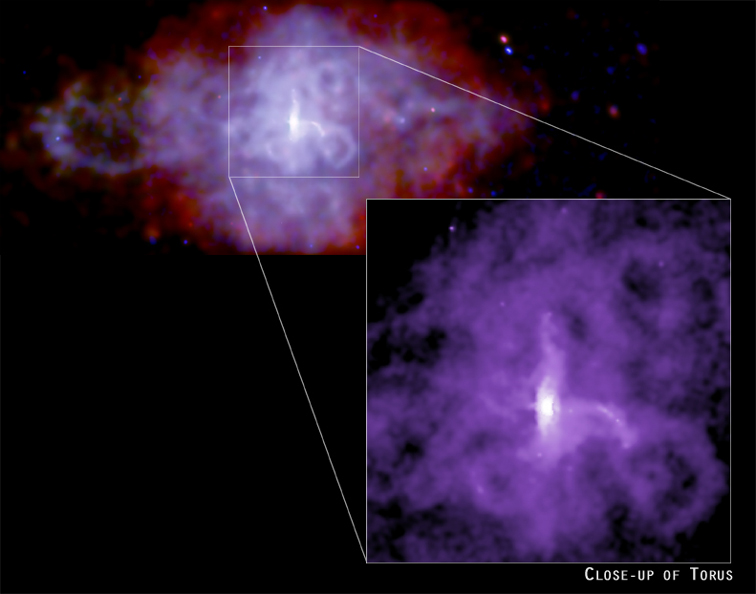
Imagem do pulsar 3C 58 na faixa de raios-X feita pelo telescópio Chandra.

3C58 (SNR G130.7+03.1) é um pulsar associado a um remanescente de supernova localizado na constelação de Cassiopeia.
Originado de uma explosão de supernova registrada por astrônomos chineses e japoneses em 1181, está a uma distância de cerca de 10 000 anos-luz.